# Penderecki conducts Penderecki vol. 2
(Choral Music) Penderecki conducts Penderecki vol. 2 – drugi, podwójny album z serii "Penderecki conducts Penderecki / Warsaw Philharmonic", wydany 21 lipca 2017 przez Warner Music Poland. Płyta nominowana do Fryderyka 2018 w kategorii Album Roku Muzyka Chóralna, Oratoryjna i Operowa.

## Lista utworów
Opracowano na podstawie materiału źródłowego.

### CD 1
1. Stabat Mater, Pasja |Passion (1962) 07:47
2. Ut quid, Pasja |Passion (1965) 01:23
3. Miserere, Pasja |Passion (1965) 04:29
4. n pulverem mortis, Pasja |Passion (1965) 06:22
5. Veni Creator (1987) 06:45
6. Będę Cię wielbił, Panie - Psalm XXX, Psalmy Dawida| I Shall Extoll Thee, Oh My Lord - Psalm XXX, Psalms of David (1958) 01:41
7. Pieśń Chrubinów | Song of Cherubim [Kheruvimskaya Pesn’] (1986) 06:29
8. Quid sum miser, Dies illa (2014) 02:40
9. Recordare, Dies illa (2014) 02:21
10. O Gloriosa Virginum (2009) 03:52
11. My też pastuszkowie |We Also Shepherds (2015) 01:38
12. Kaczka pstra |The Speckled Duck (2009) 01:37

### CD2
1. Kyrie (2012) 02:06
2. Gloria (2012) 03:45
3. Sanctus (2009) 01:48
4. Benedictus (2002) 03:32
5. Benedicamus Domino (1992) 03:46
6. Agnus Dei (2012) 05:47
7. Sicut locutus est, Magnificat (1974) 02:20
8. Prosimy Cię, Kadisz | Kaddish [We Beseech You Never to Give Us Away] (2009) 02:34
9. Agnus Dei, Polskie Requiem |Polish Requiem (1981) 07:31
10. Benedictum Dominum (1993) 03:33
11. De Profundis, Siedem Bramy Jerozolimy | Seven Gates of Jerusalem (1996) 06:10
12. Grób Potockiej – Powiało na mnie morze snów... | A Sea od Dreams Did Breathe on Me – Potocka’s Grave... (2010) 01:22
13. Aria – Trzy utwory w dawnym stylu | Three Pieces in Old Style – Aria (1963) 02:03

## Wykonawcy
- Chór i Orkiestra Filharmonii Narodowej
- Krzysztof Penderecki – dyrygent
- Henryk Wojnarowski – dyrektor chóru